# Aphnaeus peguanus
Aphnaeus peguanus är en fjärilsart som beskrevs av Moore 1884. Aphnaeus peguanus ingår i släktet Aphnaeus och familjen juvelvingar. Inga underarter finns listade i Catalogue of Life.